# Treptower Brücke (Landwehrkanal)
Die Treptower Brücke führt über den Flutgraben des Landwehrkanals zur Südspitze der Lohmühleninsel und verbindet Kreuzberg mit Alt-Treptow. Die denkmalgeschützte Straßenbrücke wird aufgrund des heute parkähnlichen Charakters der Lohmühleninsel nicht mehr befahren. Sie zählt zu den ältesten erhaltenen Berliner Ziegelbogenbrücken.
Die Treptower Brücke am Landwehrkanal ist nicht mit der Treptower Brücke am Neuköllner Schiffahrtskanal zu verwechseln.

## Geschichte

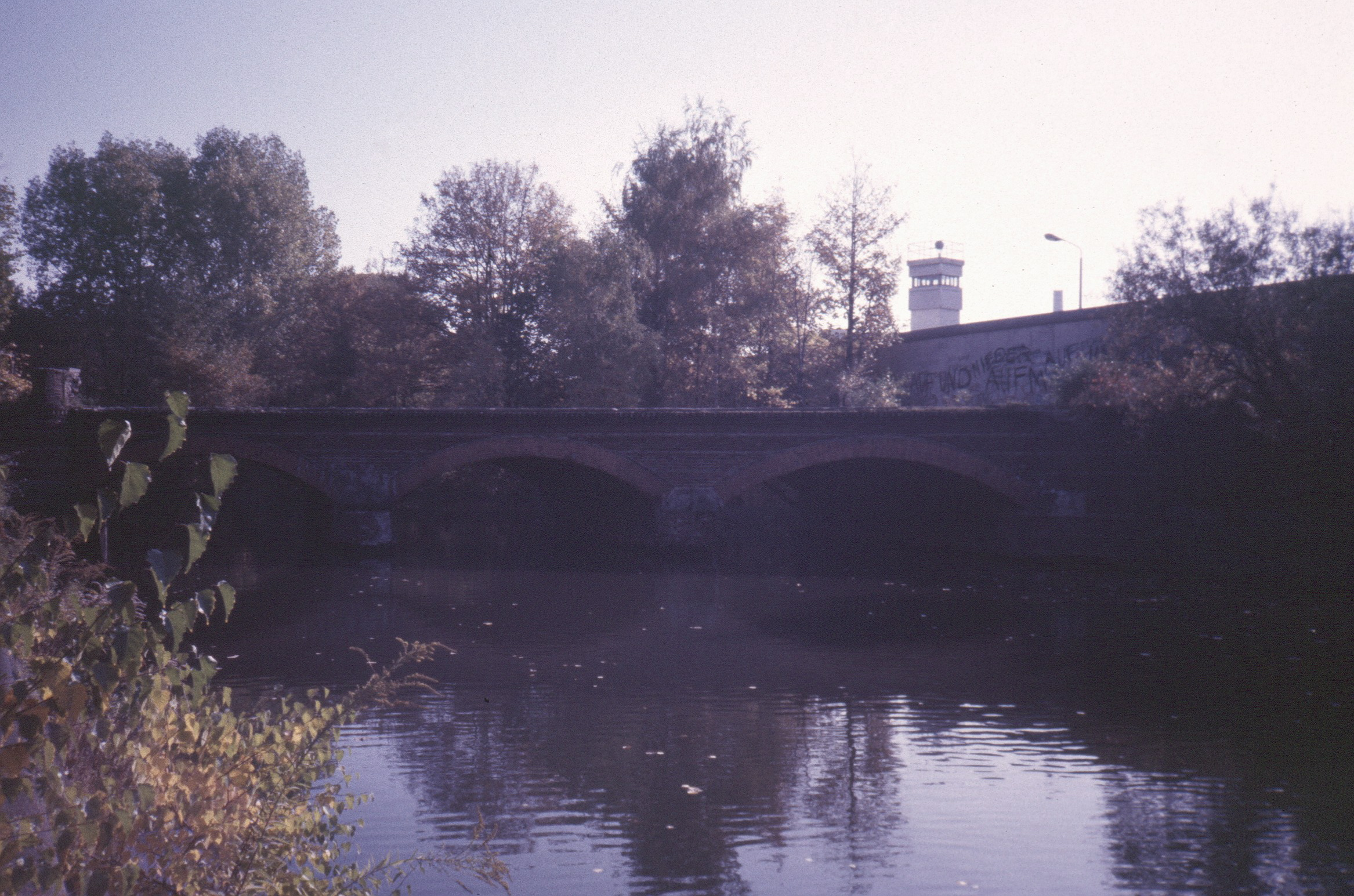
Brücke und Berliner Mauer, 1986

Beim Ausbau des früheren Landwehrgrabens zu einem schiffbaren Kanal wurde 1852 nach Entwürfen von Johann Jacob Helfft (1802–1869) eine Steinbrücke über den neu angelegten Oberen Freiarchengraben (Flutgraben) als Verbindung nach Treptow errichtet und erhielt auf königliche Order ihren Namen.
Es handelt sich um eine mit drei gleich breiten Öffnungen versehene Ziegel-Bogenbrücke, die mit roten Klinkern und gelben Klinkerstreifen sparsam geschmückt ist. Die Ziegelfundamente der Brücke befinden sich im Grabenbett. Das zaunartig gemauerte Brückengeländer bildet einen weiteren Schmuck.
Nach dem Zweiten Weltkrieg war diese Brücke nicht nur die Grenze zwischen den früheren Stadtbezirken, sondern gleichzeitig Grenze zwischen dem Amerikanischen und Sowjetischen Sektor Berlins, wie es mit dem Vertrag von Jalta festgeschrieben wurde. Als 1961 die Berliner Mauer durch die DDR-Regierung gebaut wurde, kamen unmittelbar neben die Treptower Brücke die entsprechenden Betonsegmente.
Im Jahr 1993, nach der Beseitigung der Mauersegmente, ließ der damalige Bezirk Kreuzberg die Brücke umfassend sanieren und reinigen.

## In der Umgebung der Brücke

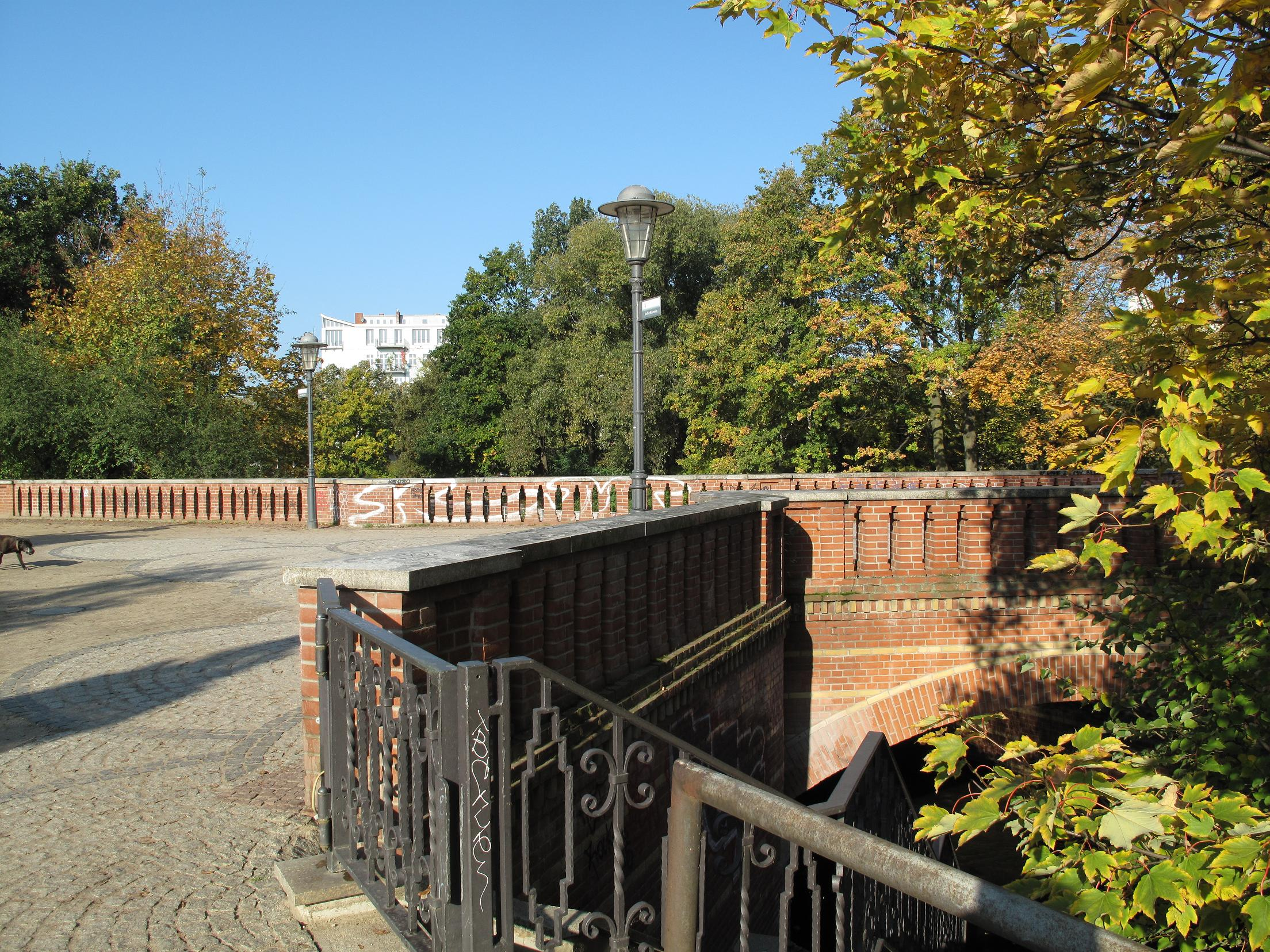
Brückentafel und Berliner Mauerweg

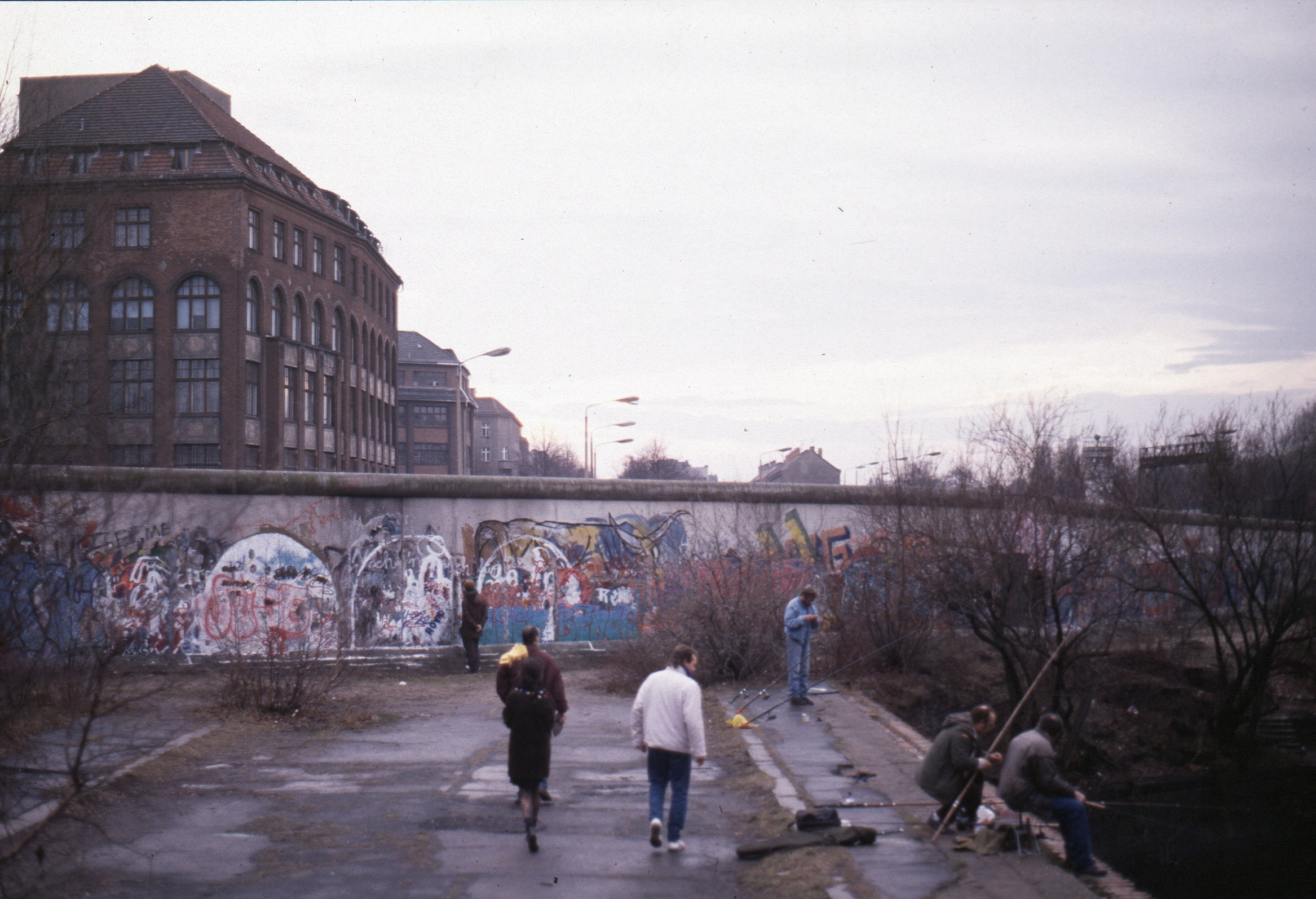
Brücke und Mauer, Dezember 1989

Seit der Öffnung der Mauer führt der Berliner Mauerweg unmittelbar am südlichen Brückenende vorüber durch den Schlesischen Busch. In den Jahren 2007/2008 führten die Landschaftsarchitekten Heine in drei Bauabschnitten umfangreiche Umgestaltungsarbeiten auf der Insel und dem Wegenetz aus, die teilweise aus öffentlichen Fördermitteln finanziert wurden. Dabei erhielt die Brückentafel einen Belag aus in Schuppenbögen verlegten Natursteinen. Die Brückenenden öffnen sich beidseitig einladend trichterförmig zu den begrünten Ufern.